# Missions japonaises dans la Chine des Tang

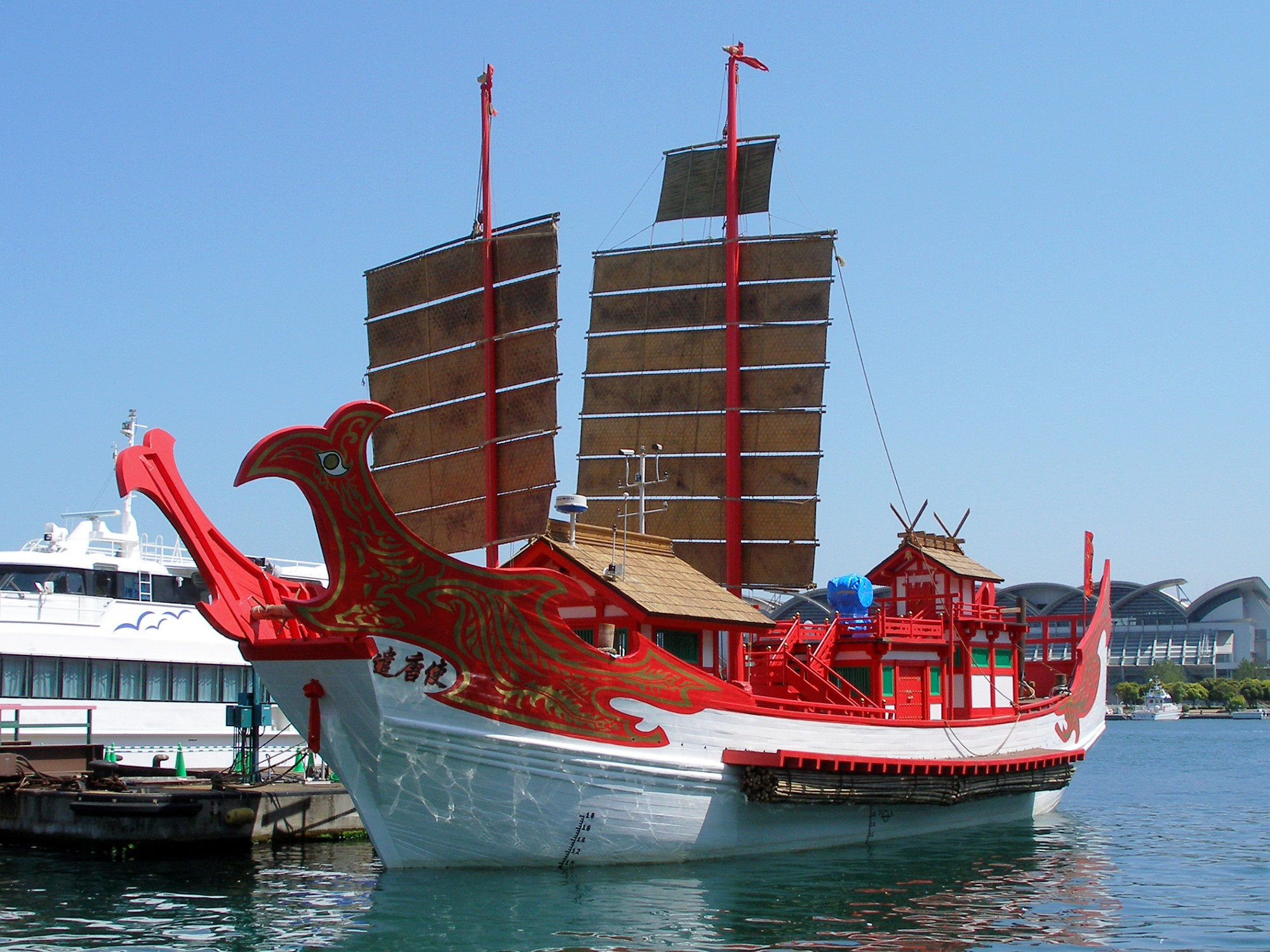
Un navire reconstitué

Les missions japonaises dans la Chine des Tang (遣唐使, Kentōshi) permettent d'examiner et d'évaluer les relations entre la Chine et le Japon au cours des VIIe, VIIIe et IXe siècles. La nature de ces contacts bilatéraux évolue progressivement de la reconnaissance politique et cérémonielle vers des échanges culturels. Et ce processus accompagne les liens commerciaux croissants qui se développent au fil du temps.
Entre 607 et 838, le Japon envoie 19 missions en Chine. La connaissance est l'objectif principal de chaque expédition. Ainsi les prêtres étudient le bouddhisme chinois, les fonctionnaires les structures du gouvernement chinois, les médecins la médecine chinoise et les peintres la peinture chinoise. Environ un tiers de ceux qui se sont embarqués en provenance du Japon ne survivent pas au voyage de retour vers le Japon.

## Notes et références

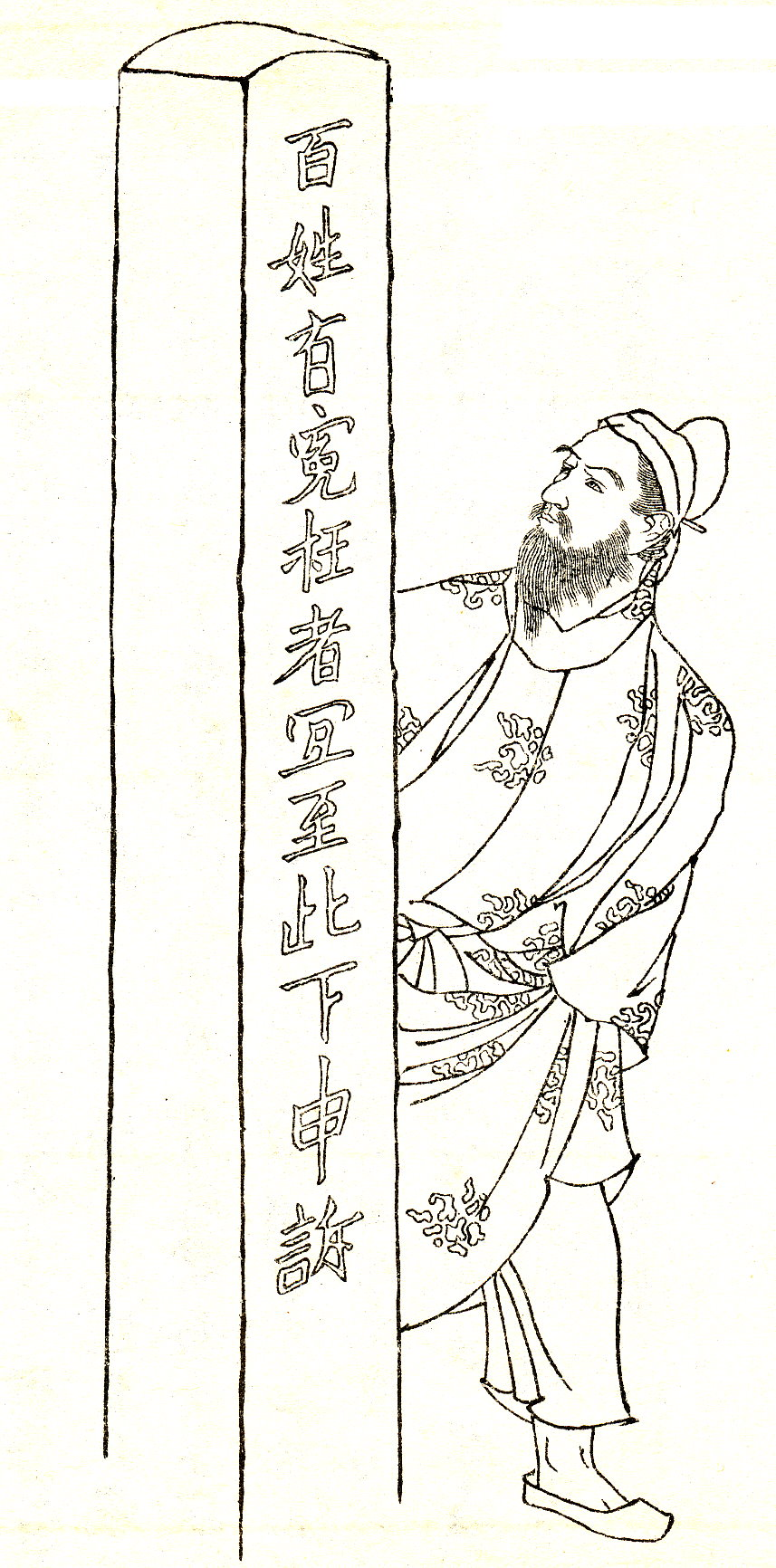
Kibi Makibi (695-775) par Kikuchi Yōsai, extrait du Zenken Kojitsu.

## Liste des missions
| Années  | Commanditaire      | Envoyés japonais | Monarque chinois     | Commentaires |
| ------- | ------------------ | --- | -------------------- | --- |
| 630-632 | Empereur Jomei     | Inugami no Mitasuki (犬上御田鍬) Kusushi Enichi (藥師惠日)                                                                                       | Empereur Taizong     | Accompagné au retour par Gao Biaoren (高表仁), l'émissaire Tang. |
| 653-654 | Empereur Kotoku    | Kishi no Nagani (吉士長丹) Kishi no Koma (吉士駒) Takada no Nemaro (高田根麻呂) Kanimori no Omaro (掃守小麻呂)                                   | Empereur Gaozong     | Le navire transportant Takada no Nemaro s'échoue à proximité de Takeshima Satsuma pendant le voyage aller. |
| 654-655 | Empereur Kōtoku    | Takamuko no Kuromaro, Kawabe no Maro (河邊) Kusushi Enichi ()                                                                                    | Empereur Gaozong     | Takamuko meurt en Chine |
| 659-661 | Empereur Saimei    | Sakaibe no Iwashiki (坂合部石布) Tsumori no Kisa (津守吉祥) Iki no Hakatoko (伊吉博德).                                                          | Empereur Gaozong     | Sakaibe meurt durant le voyage |
| 665-667 | Empereur Tenji     | Mori no Ōishi (守大石) Sakaibe no Iwatsumi (坂合部岩積)                                                                                          | Empereur Gaozong     | A peut-être transporté Liu Degao (劉德高), l'émissaire Tang, à l'armée stationnée dans une ancienne garnison de Paekche. |
| 667-668 | Empereur Tenji     | Iki no Hakatoko Kasa no Moroishi (笠諸石) | Empereur Gaozong     | Transporte l'émissaire Tang Sima Facong (司馬法聰) à l'armée stationnée dans une ancienne garnison de Paekche. |
| 669-670 | Empereur Tenji     | Kawachi no Kujira (河内鯨) | Empereur Gaozong     | Célèbre la soumission de Koguryŏ |
| 702-704 | Empereur Mommu     | Awata no Mahito (粟田真人) Takahashi no Kasama (高橋笠間) Sakaibe no Ōkita (坂合部大分) Yamanoue no Okura (山上憶良) Kose no Ōji (巨勢祖父)      | Empereur Wu Zetian   | Kose no Ōji rentre en 707; Awata no Mahito en 718 |
| 717-718 | Empereur Genshō    | Tajihi no Agatamori (多治比縣守) Abe no Yasumaro (阿倍安麻呂) Ōtomo no Yamamori (大伴山守) Fujiwara no Umakai (藤原馬養)                         | Empereur Xuanzong    | Awata no Mahito rentre en 718; Abe no Nakamaro et Kibi no Makibi encore étudiants ainsi que le moine Genbō (玄昉) se joignent à cette ambassade. |
| 733-734 | Empereur Shōmu     | Tajihi no Hironari (多治比廣成) Nakatomi no Nashiro (中臣名代)                                                                                   | Empereur Xuanzong    | Quatre navires prennent part au voyage, l'un revient en 734, un autre en 736; Le magistrat Heguri no Hironari (平群廣成) rentre en 739. |
| 746-    | Empereur Shōmu     | Isonokami no Otomaro (石上乙麻呂) | Empereur Xuanzong    | Annulé |
| 750-753 | Impératrice Kōken. | Fujiwara no Kiyokawa (藤原清河) Ōtomo no Komaro (大伴古麻呂) Kibi no Makibi (吉備真備)                                                           | Empereur Xuanzong    | Le navire transportant Fujiwara Kiyokawa et Abe no Nakamaro fait naufrage dans la province chinoise d'Annam; les deux émissaires japonais deviennent des officiels Tang et ne retournent jamais au Japon. |
| 761-761 | Empereur Junnin    | Kō Gendo (高元度) | Empereur Tang Suzong | Avec pour objectif de récupérer Kiyokawa, la mission accompagnée de l'ambassadeur de Parhae rentre par Balhae. |
| 761-    | Empereur Junnin    | Naka no Iwatomo (仲石伴) Isonokami no Yakatsugu (石上宅嗣) Fujiwara no Tamaro (藤原田麻呂)                                                       | Empereur Tang Suzong | Annulé à cause d'avaries sur les vaisseaux |
| 762-    | Empereur Junnin    | Nakatomi no Takanushi (中臣鷹主) Koma no Hiroyama (高麗廣山)                                                                                     | Empereur Daizon      | Annulé pour cause d'absence de vents favorables |
| 777-778 | Empereur Kōnin     | Saeki no Imaemishi (佐伯今毛人) Ōtomo no Masutate (大伴益立) Fujiwara no Takatori (藤原鷹取) Ono no Iwane (小野石根) Ōmiwa no Suetari (大神末足) | Empereur Daizon      | Les quatre navires font naufrage durant le voyage de retour; Ono no Iwane et l'émissaire Tang Zhao Baoying (趙寶)英 meurent (趙寶)英. |
| 779-781 | Empereur Kōnin     | Fuse no Kiyonao (布勢清直) | Empereur Daizon      | Sun Xingjin 孫興進, l'émissaire Tang et les autres sont débarqués à Mingzhou. |
| 804-805 | Empereur Kanmu     | Fujiwara no Kadonomaro (藤原葛野麻呂) Ishikawa no Michimasu (石川道益)                                                                           | Empereur Daizon      | Quatre navires composent la mission; le troisième fait naufrage au voyage à Hirado au voyage aller; le sort du quatrième est inconnu; Kūkai et Saichō font partie de cette ambassade. |
| 838-839 | Impératrice Ninmyō | Fujiwara no Tsunetsugu (藤原常嗣) Ono no Takamura (小野篂)                                                                                       | Empereur Wenzong     | Le troisième navire fait naufrage peu après le départ de Tsukushi; ses 140 passagers n'atteignent pas la Chine; les moines Ennin et Ensai sont à bord; Les passagers des premier et quatrième vaisseaux louent des navires Silla et s'empressent de rentrer; de retour en 839 avec une lettre de l'empereur de Chine, le deuxième navire revient en 840. |
| 894-    | Empereur Uda       | Sugawara no Michizane (菅原道真) Ki no Haseo (紀長谷雄)                                                                                          | Zhaozong             | Annulé |

## Source de la traduction
- (en) Cet article est partiellement ou en totalité issu de l’article de Wikipédia en anglais intitulé « Japanese missions to Tang China » (voir la liste des auteurs).